# Studebaker US6
El Studebaker US6 (G630) fue una serie de camiones 6x6 y 6x4, de 2 y 5 toneladas, respectivamente. Estos fueron fabricados por la Studebaker y REO Motor Car Company durante la Segunda Guerra Mundial. La versión básica fue creada para soportar una carga de 5.000 libras (2300 kg) sobre todos los tipos de terreno y clase de climas. La mayoría se exportó de EE.UU a la Unión Soviética a través de la ley de Préstamo y Arriendo.

## Historia

### Diseño y producción
En 1939-1940 el Cuerpo de Artillería del Ejército de los Estados Unidos estaba desarrollando el camión táctico 6X6 de 2 ½ toneladas.
Se fabricaron un total de 219.882 camiones 6x6 y 6x4, de los que hubo 13 variantes. Studebaker era el fabricante principal, construyó 197.678 del total en su planta de South Bend IN, mientras que REO produjo 22.204 más en su planta de Chicago IL a partir de 1944 bajo un subcontrato. Los camiones de REO son idénticos a los de Studebaker, pero REO sólo construyó camiones de carga con una larga distancia entre los ejes y sin el Cabrestante montado en la parte delantera, más específicamente conocido como el US6 U9. Toda la producción por ambos fabricantes terminó en 1945.

### Servicio
El US6 fue fabricado principalmente para exportarlo a la URSS a través del Préstamo y Arriendo. La URSS se convertiría en el mayor operador extranjero. Los primeros camiones Studebaker US6 llegaron a la URSS en el otoño de 1941. El Ejército Rojo organizó una prueba al "6x6", esta tuvo lugar entre julio de 1942 y mayo de 1943. Los resultados fueron utilizados para dirigir la ampliación de la carga 21/2 toneladas (2.300 kg) a 4 toneladas (3.600 kg). En 1945, se redujo a  31/2 toneladas (3.200 kg, aunque en las carreteras mejoradas que podrían transportar hasta un máximo de 5 toneladas (4500 kg). Un gran número de camiones Studebaker US6 fueron suministrados a la Unión Soviética a través del Corredor persa en Irán a través del Préstamo y Arriendo. El camión cumplió muchos papeles importantes en el Ejército Rojo, como remolcar piezas de Artillería, Cañones antitanque y transportar tropas a largas distancias. Fue reconocido por su robustez y fiabilidad, incluso con el combustible de mala calidad. El Ejército Rojo también les ha encontrado una plataforma adecuada para su conversión en lanzacohetes Katiusha. El camión llegó a ser conocido cariñosamente como el "Studer" por las tropas soviéticas y fue incluso reconocido por Josef Stalin, quien envió una carta de agradecimiento a Studebaker, en la que les dio las gracias por la excelente calidad de la US6 para el servicio soviético.
Los Camiones Studebaker US6 también fueron utilizados por el Ejército de los Estados Unidos en la construcción de la carretera de Birmania y la carretera de Alcan en América del Norte.
En la Posguerra el US6 influyó fuertemente en el diseño soviético del ZIS / ZIL-151, el cual, a su vez, se convirtió en el ZIL-157.

## Especificaciones

### Motor y Transmisión

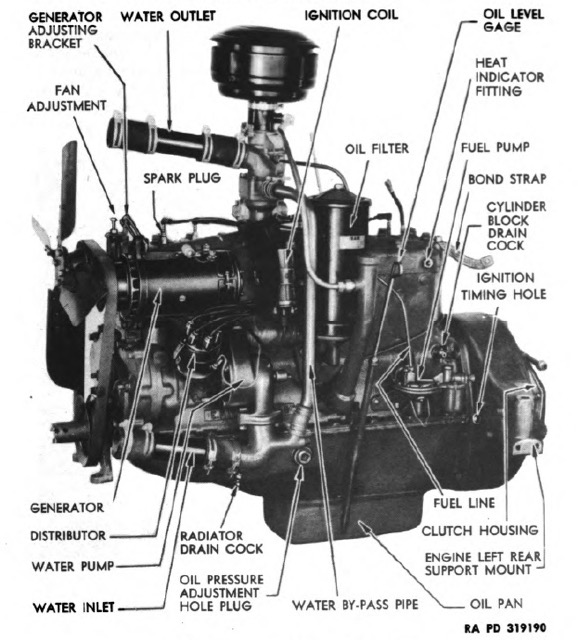
Motor Hercules JXD

El US6 usa un motor Hércules JXD, un motor de tipo conservador y altamente confiable con una relación de compresión de sólo 5.82: 1, que podía usar gasolina de 72 octanos. Este mismo también fue utilizado en la Semioruga M3 y, más tarde, en el M8 Greyhound y el Vehículo Blindado M20 (el último fue una variante [que carecen de la torreta] de la M8 Greyhound).
La transmisión Warner T 93 tenía 5 velocidades. Podía instalarse una toma de fuerza para montar un Cabrestante (montado justo debajo del radiador) y/o el polipasto hidráulico en Camiones-Volquete (los modelos de camión volquete U10 / U11 y U12 / U13).
La caja de transferencia Timken T-79 tenía rangos Alto y Bajo, una posición Neutral y podía desacoplar el eje delantero. Había un eje de salida montado delante del mismo (no usado en camiones 6x4) y dos en la parte posterior, con uno para cada eje trasero.
Los ejes delantero y trasero eran del tipo "Split" de Timken con una relación de 6.6: 1.  El eje delantero tenía juntas de velocidad constante tipo "Bola", mientras que las dos de la parte trasera estaban flotando completamente.

## Chasis
Había dos distancias entre ejes, las cortas de 148 pulgadas (3.76 m), usadas en tractores semirrígidos, camiones volquete y modelos de carga corta, y los largos 162 pulgadas (4.11 m), usados en camiones cisterna, modelos de carga larga y la cabina del chasis U9 (Las mediciones son desde la línea central del eje delantero hasta la línea central del bogie trasero).  Todos los modelos tenían neumáticos de 7.50-20 "y neumáticos traseros dobles.  Los modelos 6x4, diseñados para uso en carretera solamente, fueron clasificados en 5 toneladas (4536 kg), dos veces la calificación de 6x6 fuera de carretera

## Cabina
El US6 llevaba el diseño de la cabina de camión civil de Studebaker, aunque fue modificado para uso militar.  Los camiones Studebaker eran diferentes de otros camiones 6x6 construidos para el Ejército de los Estados Unidos, debido a que las ventanas de ventilación se incluyeron en cada puerta. Estas ventanas de ventilación estaban separadas de la ventana principal que rodaba hacia abajo en el marco de la puerta y se podía girar para ayudar con la ventilación de la cabina del camión.
Studebaker también diseñó la cabina de camión militar de tipo "Abierto" que se presentó en el GMC CCKW (modelos posteriores), pero su principal cliente, la URSS, prefirió la cabina "Cerrada" para su clima generalmente frío. Mientras que la cabina de camión de tipo "Abierto" de Studebaker se convirtió en el estándar americano, la producción de la US6 con la cabina de camión de tipo "Cerrado" se reinició después de sólo 10.000 unidades de la primera.

## Variantes-Modelos

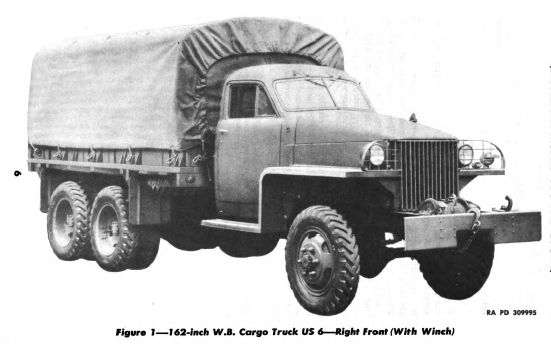
US6 Cargo U2

El U1 y U2, los camiones de carga (que tenían un cabrestante montado frontalmente) tuvieron una corta distancia entre ejes y la rueda de repuesto se montó detrás de la cabina, lo que permite un camión-cama que mide solo 9 pies (2,74 metros) de largo. Estos cuerpos de "motores primarios" no fueron un éxito ya que el US6 debía ser utilizado principalmente para el transporte de carga.
El U3 / U4 y los camiones de carga 6x4 U7 / U8 tenían una mayor distancia entre ejes, lo que permitió el neumático de repuesto para instalarse debajo de los 12 pies (3,66 metros) de camión-cama. Se construyeron 197.000 camiones con la camioneta de 12 pies.

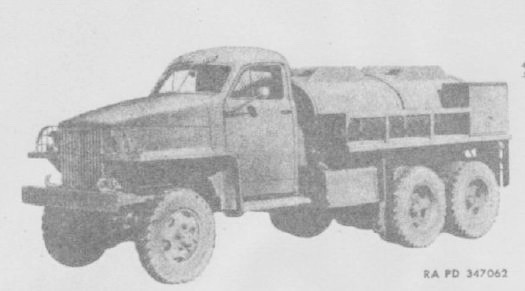
US6 Cisterna U5

El camión cisterna U5 tenía una larga distancia entre ejes y un tanque de dos compartimentos de 750 galones (2.800 litros) montado en el camión-cama. Los camiones cisterna no estaban equipados con cabrestantes.
El semi-tractor, 6x4 U6, era la única versión semi-tractor en toda la serie de camiones US6. Los semi-tractores tienen un rendimiento limitado en todoterreno y, por lo tanto, el U6 fue clasificado para una carga de 5 toneladas en carreteras mejoradas. Por esta misma razón, no tenían  un guinche montado frontalmente.
El camión de carga U9 tenía una larga distancia entre ejes y carecía de un cabrestante montado frontalmente.  El lanzador de cohetes múltiple soviético, Katyusha, podría ser montado en sus camiones-camas (la mayoría de los camiones US6 en el servicio del Ejército Rojo eran del modelo U9).

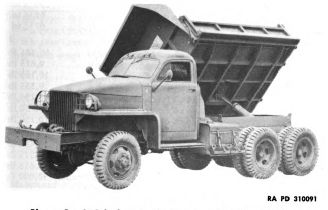
US6 Dump U13

El U10 / U11 (de tipo final) y la U12 / U13 (de tipo lateral) eran camiones de volteo, tuvieron una corta distancia entre ejes. Ambos tipos tenían el bastidor montado sobre otro en la parte trasera del camión, con el vertedero de extremo que tenía un cilindro hidráulico unido al chasis con una disposición de palanca, mientras que el vertedero de lado tenía el cilindro hidráulico montado directamente al cuerpo del camión.